# The Knick
The Knick es una serie dramática de televisión de Estados Unidos, dirigida por Steven Soderbergh y protagonizada por Clive Owen. Se estrenó en 2014 y se prolongó dos temporadas.
La serie narra la vida en un hospital de Nueva York a principios del siglo XX y la introducción de innovaciones científicas y técnicas de carácter médico.
La serie fue creada y escrita por Jack Amiel y Michael Begler, que también fueron sus productor y productor ejecutivos respectivamente. Gregory Jacobs, Clive Owen, Steven Soderbergh y Michael Sugar son también productores ejecutivos. Se estrenó en el canal Cinemax el 8 de agosto de 2014. 
El 10 de julio de 2014, el canal Cinemax, productora de la serie, anunció la continuidad de la serie con una segunda temporada de diez capítulos, que se estrenó en octubre de 2015.

## Argumento
La serie trata sobre la vida de un hospital de Nueva York a principios del siglo XX y narra las innovaciones científicas llevadas a cabo y las relaciones laborales y humanas entre sus empleados. La historia está basada en el Knickerbocker Hospital de Nueva York, que se fundó en 1862 y que cerró sus puertas en 1979. Uno de sus protagonistas, John Thackery, se inspira en la figura de William Stewart Halsted, un innovador médico de principios de siglo XX.

## Casting
- Clive Owen es el Dr. John "Thack" Thackery:[4] Cirujano jefe en el Knickerbocker Hospital.
- Andre Holland es el Dr. Algernon Edwards:[4] Nuevo cirujano en el Knick.
- Jeremy Bobb es Herman Barrow:[4] gerente del hospital.
- Juliet Rylance es Cornelia Robertson:[4] Head of the Knick’s social welfare office. Daughter to Captain August Robertson, she serves as his representative on the board of directors. She is a longtime friend of Edwards, whose parents have worked for her family for years.
- Eve Hewson es Lucy Elkins:[4] enfermera de the Knick.
- Michael Angarano es Dr. Bertram "Bertie" Chickering, Jr.:[4] Joven cirujano, hijo del Dr. Bertram Chickering.
- Chris Sullivan es Tom Cleary:[4] conductor de ambulancias.
- Cara Seymour es la hermana Harriet:[4] Monja católica que trabaja en el hospital.
- Eric Johnson es Dr. Everett Gallinger:[4] cirujano del Knick.
- David Fierro es Jacob Speight:[4] Inspector del Departamento de Salud.
- Maya Kazan es Eleanor Gallinger:[4] Esposa del doctor Everett Gallinger.
- Leon Addison Brown es Jesse Edwards:[4] Padre del Dr. Edwards que trabaja como conductor del carruaje del capitán Robertson.
- Grainger Hines es el Capitán August Robertson:[4] Padre de Cornelia, empresario naviero.
- Perry Yung es Ping Wu, propietario de un fumadero de opio.
- Emily Kinney es Enfermera Daisy Ryan.